# Сара Мардини
Сара Мардини, (арап. سارة مارديني; рођена 1995, Дамаск, Сирија) је сиријска бивша такмичарска пливачица, спасилац и активиста за људска права. Бежећи из своје земље 2015. током грађанског рата у Сирији са својом сестром, олимпијском пливачицом Јусром Мардини, вукле су свој чамац са другим избеглицама ка медитеранској обали Грчке, спасавајући себе и остале путнике. Настављајући своје путовање по Балкану, исте године стижу до Берлина у Немачкој. Часопис Тајм ју је 2023. године прогласио једном од 100 најутицајнијих особа на свету, заједно са њеном сестром.
Након што су сестре добиле политички азил у Немачкој, Сара Мардини се придружила једној невладиној организацији за помоћ избеглицама на грчком острву Лезбос. Заједно са активистом за људска права Шоном Биндером, ухапшена је 2018. године и оптужена од стране грчких власти за шпијунажу, помагање илегалне имиграције и припадност криминалној организацији. Ове оптужбе су одбациле организације за људска права као што је Amnesty International, осудивши оптужбе против Мардини и других хуманитарних радника и бранећи њихове поступке као легалне активности.

## Младост и бекство
Сара Мардини је одрасла у Дараји, предграђу Дамаска, са својим родитељима и две млађе сестре, Јусром и Шахедом. Као децу, и Сару и Јусру је њихов отац, професионални тренер и бивши спортски пливач, охрабривао и тренирао за такмичења у пливању. Касније су се придружиле признатим пливачким тимовима у Сирији, као и сиријској пливачкој репрезентацији.
Када је њихов дом уништен у грађанском рату у Сирији, Сара и Јусра су одлучиле да побегну из Сирије у августу 2015. Стигле су до Либана, а потом и до Турске. Договориле су се да буду прокријумчарене на грчко острво чамцем са још 18 миграната у чамцу који је предвиђен за највише 6 или 7 људи. Након што је мотор престао да ради и чамац почео да пропушта воду у Егејском мору, Јусра, Сара и још двоје људи, који су могли да пливају, скочили су у воду. Вукли су чамац кроз воду више од три сата, све док група није стигла до острва Лезбос. Након тога, путовале су пешице, аутобусом и возом преко Грчке, Балкана, Мађарске и Аустрије до Немачке, где су се настаниле у Берлину у септембру 2015. Њихови родитељи и млађа сестра су касније такође побегли из Сирије и добили су политички азил у Немачкој. Године 2017. Мардини је постала студент на Европском колеџу слободних вештина у Берлину након што је добила пуну стипендију колеџа из Програма за међународно образовање и друштвене промене.

## Активизам за избеглице и правне оптужбе
Залажући се за избеглице, она и њена сестра Јусра говориле су пред Генералном скупштином УН у Њујорку и пред публиком у Немачкој, Француској, Белгији, Чешкој и Бугарској. У јесен 2016, 21-годишња Сара Мардини вратила се на Лезбос да ради као добровољац спасилац у Међународном центру за реаговање у ванредним ситуацијама, грчкој хуманитарној невладиној организацији за избеглице која је сарађивала са Фронтексом и грчким граничним властима. Центар је управљао медицинским центром у избегличком кампу Морија, који су Human Rights Watch и друге организације описали као "затвор на отвореном". Пошто је шест месеци помагала избеглицама као преводилац у овом кампу, Мардини је рекла: „Разговарам са њима. Кажем им: „Знам шта осећате, јер сам прошла кроз то. Проживела сам то и преживела сам", а они се осећају боље, јер сам и ја избеглица као и они."
Мардини је ухапшена на аеродрому Лезбос 21. августа 2018, када је намеравала да се врати у Немачку на почетак своје друге године факултета у Берлину. Истог дана, Шон Биндер, обучени ронилац спасилац и волонтер исте невладине организације, отишао је у полицијску станицу да се састане са Саром Мардини и сам је ухапшен. Трећи члан невладине организације, Насос Каракитсос, ухапшен је убрзо након тога.
Према извештају Гардијана, они и још два члана невладине организације задржани су у истражном затвору 106 дана, „с тим да је Мардини била затворена у атинском затвору Коридалос високог нивоа безбедности“. После више од три месеца у затвору, Биндер и Мардини су пуштени уз кауцију од 5.000 евра и могли су да напусте Грчку. Грчке власти оптужиле су Мардини, Биндера и остале грчке активисте за избеглице, да су чланови криминалне организације, трговине људима, прања новца и преваре.

### Судски поступци
Адвокати оптужених рекли су да грчке власти нису пружиле конкретне доказе у прилог оптужбама. Ако буде коначно осуђен, оптужени би могао бити осуђен на 25 година затвора. Осим 24 бивша члана Међународног центра за реаговање у ванредним ситуацијама, у Грчкој се суочавају са гоњењем и бројни други хуманитарни радници, слично ономе што се догодило у Италији, где је пружање помоћи мигрантима такође криминализовано.
Суд на острву Лезбос је 18. новембра 2021. прекинуо правни поступак против 24 члана Центра, укључујући Мардини и Биндера, „због ненадлежности суда“ и проследио случај вишем суду. Дана 18. новембра 2022. године, Биндер, Мардини и грчки колега  Насос Каракитсос присуствовали су судском позиву у првостепеном суду и изјавили да немају шта да додају својим ранијим изјавама. Суђење је требало да почне 10. јануара 2023. године, а оптужени су требали да се суоче са кривичним пријавама за прекршаје, док оптужбе за тешка кривична дела не буду окончане.
После више од четири године продужених правних поступака од стране грчких власти и личног психичког стреса и неизвесности за оптужене након првих хапшења, суђење 24 спасиоца почело је 10. јануара 2023. 13. јануара, суд је одлучио да су оптужбе за шпијунажу против Мардини и осталих оптужених бар делимично неприхватљиве и одбио је случај. Међу осталим процедуралним примедбама, то су били првобитни пропуст суда да преведе документа страним окривљенима на језик који разумеју, као и неисправна документација неких од оптужби. Међутим, оптужбе за трговину људима су остале и оптужени су морали да сачекају друго суђење. Према извештају немачког недељника Die Zeit, пресуда није била потпуна ослобађајућа пресуда за Мардини, Биндера и остале оптужене, већ донекле победа, али и политички сигнал у поступку који је у извештају Европског парламента назван "тренутно највећи случај криминализације солидарности у Европи". Након пресуде, Шон Биндер је прокоментарисао новинарима испред суднице:
Желимо да се овај случај чује. Желимо правду. Данас је било мање неправде, али не и правде.— Шон Биндер, активиста за људска права оптужен за илегалну помоћ избеглицама на Лезбосу, 
Према извештају о процесу против добровољаца у немачком листу Die Tageszeitung од 30. јануара 2023. Сара Мардини више не даје интервјуе, јер су је године оптужнице превише оптеретиле.

## Изјаве међународних организација за људска права
Мери Лолор, специјални известилац УН-а за положај бранитеља људских права, критиковала је одбијање грчких власти да допусте Мардини да присуствује седници суда у новембру 2021. године и рекла: „Чињеница да су власти провеле више од три године истражујући случај је застрашивање цивилног друштва које ради за права миграната у Грчкој. Што се тиче оптужби против Мардини и Биндера, она је даље рекла: „До чега смо дошли да идемо против људи који нуде солидарност? Пресуда о кривици госпођици Мардини и господину Биндеру била би мрачан дан за Грчку и мрачан дан за људска права у Европи.”
Након отпуштања од стране локалног суда на острву Лезбос 18. новембра 2021, Гиоргос Космопоулос, виши активиста за миграције за Amnesty International, изјавио је, између осталог: „Позивамо грчке власти да испоштују своје обавезе у вези са људским правима и одустану од оптужби против Саре и Шона". Оптужбе су одбачене 23. јануара.

## У популарној култури
Младост сестара Мардини и бег из Сирије у Немачку описани су у аутобиографској књизи Јусре Мардини Лептир. Даље, Сара и Јусра Мардини су главни ликови Пливачица, биографског филма заснованог на њиховој причи, у режији Сали Ел Хосеини и продукцији Стивена Далдрија; Сару и Јусру тумаче сестре Манал и Натали Иса. Филм је премијерно приказан на Међународном филмском фестивалу у Торонту 8. септембра 2022, а Нетфликс је објавио за стримовање у новембру 2022.
Дана 10. марта 2023. немачка секција Amnesty International-а најавила је 89-минутни документарни филм о Сари Мардини под називом Сара Мардини: Против струје. Почевши од 23. марта 2023, филм је приказан у неколико немачких градова у присуству Саре Мардини, Шона Биндера и редитеља Чарлија Ваја Фелдмана. Касније те године, овај документарац емитовала је немачка јавна телевизија и немачко-француски канал АРТЕ.